# Charlene Attard
Charlene Attard (ur. 31 stycznia 1987) – maltańska lekkoatletka specjalizująca się w biegach na 60 metrów, 100 metrów i 200 metrów. Reprezentowała Maltę na Letnich Igrzyskach Olimpijskich 2008 w biegu na 100 m.